# Qakarê Ibi
Pour les articles homonymes, voir Ibi.
Qakarê Ibi est un ancien souverain égyptien du début de la Première Période intermédiaire et placé par la plupart des égyptologues comme membre de la VIIIe dynastie. Il aurait régné entre deux et quatre ans, autour de -2170. En tant que tel, le siège du pouvoir de Qakarê Ibi était Memphis et il ne détenait probablement pas le pouvoir sur toute l'Égypte. Qakarê Ibi est l'un des pharaons les mieux attestés de la VIIIe dynastie en raison de la découverte de sa petite pyramide à Saqqarah-Sud.

## Attestations

### Attestations contemporaines
La seule attestation contemporaine de Qakarê Ibi est sa petite pyramide située à Saqqarah-Sud. Sa pyramide a livré son nom de Nesout-bity Qakarê et son nom de Sa-Rê Ibi. Le reste de sa titulature est inconnu.

### Nouvel Empire
Qakarê Ibi est présent dans deux listes royales datées du Nouvel Empire. La première liste est la liste d'Abydos dans laquelle le roi est cité à la 53e position sous le nom de Qakaourê. La seconde liste est le Canon royal de Turin dans lequel le roi est cité à la position 5.10 sous le nom d'Ibi. Le Canon lui attribue également une durée de règne de 2 ans, 1 mois et 1 jour,

## Sépulture
Qakarê Ibi a été enterré dans une petite pyramide à Saqqarah-sud. Elle a été découverte par Karl Richard Lepsius au XIXe siècle qui l'a citée comme le numéro XL dans sa liste de pyramides. La pyramide a été fouillée de 1929 à 1931 par Gustave Jéquier.
La pyramide de Qakarê-Ibi est la dernière de l'Ancien Empire à avoir été construite ; elle est située au nord-est du tombeau de Chepseskaf et près de la chaussée de la pyramide de Pépi II. Elle est très semblable en plan, dimensions et décorations aux pyramides des reines de Pépi II, le dernier grand roi de l'Ancien Empire. Par conséquent, il a été proposé que la pyramide était à l'origine celle d'Ânkhésenpépi IV (ˁnḫ-n=s ppj, Pepi vit pour elle), épouse de Pépi II, et n'a été réemployée que plus tard par Qakarê Ibi. À côté de la pyramide se trouve une petite chapelle où a eu lieu le culte funéraire. Aucune trace d'une chaussée ni d'un temple de la vallée n'a été trouvée, et il est probable qu'il n'y en a jamais eu.

### La pyramide

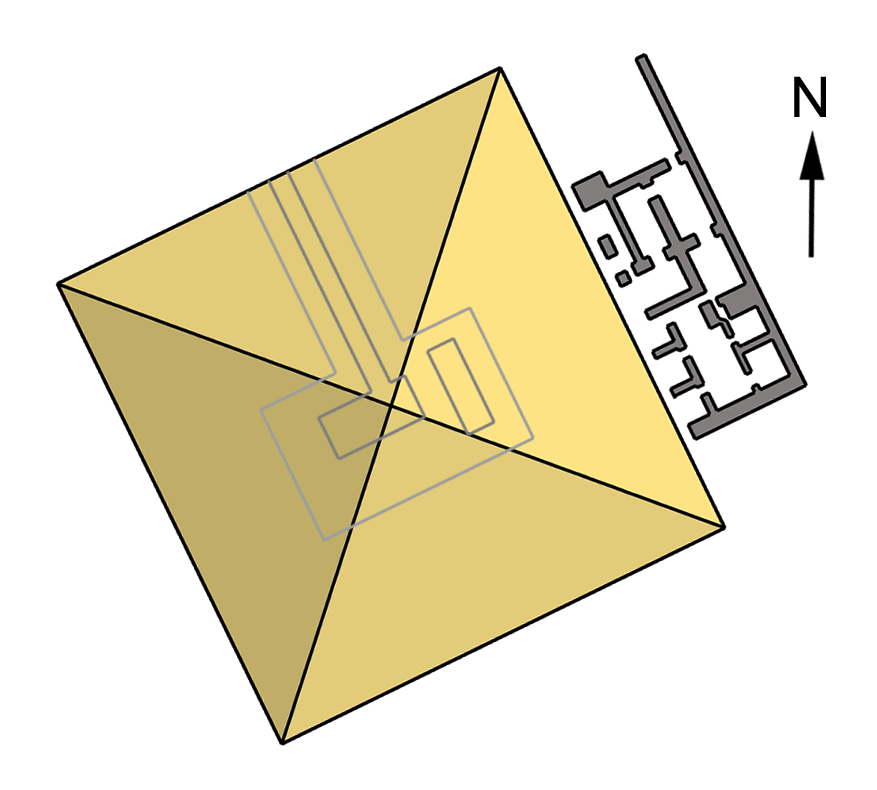
Pyramide de Qakarê Ibi, Saqqarah.

La pyramide de Qakarê Ibi n'est orientée vers aucun point cardinal, étant plutôt sur un axe nord-ouest sud-est. La longueur de sa base est de 31,5 m et sa hauteur devait faire à l'origine près de 21 mètres avec une pente de 53°7′ au moment de sa construction ; malheureusement, elle est trop endommagée aujourd'hui pour avoir des mesures précises. Le noyau de la pyramide a été construit avec des blocs de calcaire d'origine locale, dont la plupart ont aujourd'hui disparu, probablement réutilisés dans des constructions ultérieures. En conséquence, le monument apparaît aujourd'hui comme un tas de boue et de calcaire de trois mètres de haut dans les sables de Saqqarah. Sur certains des blocs restants, des inscriptions à l'encre rouge ont été trouvées mentionnant un chef des Libyens, dont la signification n'est pas claire. Il semble que même si les fondations de l'enveloppe extérieure de la pyramide ont été posées, l'enveloppe elle-même n'a jamais été montée.

### Les infrastructures
Du côté nord de l'édifice, Jéquier a trouvé un couloir de huit mètres de long, revêtu de calcaire, qui descend avec une inclinaison de 25° vers une grande herse en granit. Derrière cette herse se trouvait la chambre funéraire du roi. Le corridor et les murs de la chambre funéraire ont été inscrits avec le dernier exemple connu des textes des pyramides. Les textes semblent avoir été inscrits directement pour Qakarê Ibi plutôt qu'appropriés par lui. Jéquier a jugé la qualité des inscriptions comme étant très moyenne. De plus, l'emplacement des énoncés semble relativement indifférencié. Le plafond de la chambre funéraire était plat et décoré d'étoiles ;il était probablement constitué d'un seul bloc de calcaire de Tourah de cinq mètres de long, aujourd'hui disparu. Aujourd'hui, un grand bloc de béton protège la chambre.
Du côté ouest de la chambre funéraire se trouve une fausse porte et un énorme bloc de granit sur lequel se dressait autrefois le sarcophage du roi. À l'est, il y a un serdab pour la statue du Ka du défunt.

### La chapelle
Adjacente au côté est de la pyramide se trouve une petite chapelle en briques de boue qui servait de temple pour le culte du roi défunt. L'entrée de la chapelle est située sur son côté nord. À l'intérieur du temple, immédiatement contre le mur pyramidal se trouve une salle d'offrandes où Jéquier a trouvé un lavabo en pierre ainsi qu'une stèle ou une fausse-porte dont il ne reste que les fondations. Un plateau en albâtre et des outils de mortier en obsidienne y ont également été découverts. La partie sud de la chapelle est occupée par des magasins de stockage.